# Amtsgericht Staufen im Breisgau
Das Amtsgericht Staufen im Breisgau ist ein Gericht der ordentlichen Gerichtsbarkeit und eines von zehn Amtsgerichten (AG) im Bezirk des Landgerichts Freiburg.

## Gerichtssitz und -bezirk
Sitz des Gerichts ist die Stadt Staufen im Breisgau im Landkreis Breisgau-Hochschwarzwald. Der Gerichtsbezirk umfasst die Städte und Gemeinden 
Ballrechten-Dottingen, Eschbach, Heitersheim, Staufen im Breisgau, Bad Krozingen, Münstertal/Schwarzwald, Ehrenkirchen, Bollschweil und Hartheim am Rhein. In ihm leben rund 52.350 Menschen.
Für Familiensachen, Landwirtschaftssachen, das Handels- und Partnerschaftsregister, Zwangsversteigerungs- und Zwangsverwaltungssachen, Insolvenzverfahren, Schöffengerichts- und Jugendschöffengerichtssachen ist das Amtsgericht Freiburg im Breisgau zuständig. Mahnverfahren bearbeitet das Amtsgericht Stuttgart als Zentrales Mahngericht. 

## Gebäude
Das Gericht ist im Gebäude Hauptstraße 9 untergebracht.

## Übergeordnete Gerichte
Dem Amtsgericht Staufen ist das Landgericht Freiburg übergeordnet. Zuständiges Oberlandesgericht ist das Oberlandesgericht Karlsruhe.